# PCM

Przebieg analogowy (linia czerwona) i odpowiadający mu przebieg (punkty niebieskie) odtworzony przy pomocy 4-bitowego kodowania PCM

PCM (ang. pulse-code modulation) – metoda reprezentacji sygnału analogowego w systemach cyfrowych, używana w telekomunikacji: w cyfrowej obróbce sygnału (np. w procesorach dźwięku), do przetwarzania obrazu, do zapisu muzyki na płytach CD (CD-Audio) i w wielu zastosowaniach przemysłowych. 
LPCM (ang. linear pulse-code modulation) – specyficzny typ kodowania PCM, w którym poziomy kwantyzacji są równomierne liniowo. Jest on przeciwieństwem tych odmian metody PCM, w których poziomy kwantyzacji zmieniają się w funkcji amplitudy. Choć PCM jest bardziej ogólnym pojęciem, to często jest właśnie stosowany do opisywania danych zakodowanych jako LPCM. 

## Opis działania
Metoda ta polega na rejestrowaniu wartości chwilowej sygnału analogowego (próbkowaniu) w określonych, najczęściej równych odstępach czasu, czyli z określoną częstością, zwaną częstotliwością próbkowania. Wartość chwilowa sygnału jest przedstawiana za pomocą słowa kodowego. Cały zakres wartości wejściowego sygnału jest dzielony na przedziały zwane przedziałami kwantyzacji. Przypisanie danego zakresu (przedziału) wartości analogowych sygnału wejściowego do jednej wartości cyfrowej nazywane jest kwantyzacją sygnału. Kwantyzacja jest procesem stratnym, a niedokładność odwzorowania nosi nazwę błędu kwantyzacji.
Liczba poziomów kwantyzacji jest zazwyczaj potęgą liczby 2 (ponieważ do zapisu próbek używane są słowa binarne) i wyraża się wzorem 2n, gdzie n to liczba bitów przeznaczona na pojedynczą próbkę (rozdzielczość bitowa).
Wraz ze wzrostem częstotliwości próbkowania i liczby bitów słowa kodowego, rośnie dokładność reprezentacji sygnału analogowego, a tak zapisany sygnał dyskretny jest wierniejszy oryginałowi.
W celu uzyskania bezstratnej informacyjnie (bez aliasingu) zamiany sygnału ciągłego na dyskretny, połowa częstotliwości próbkowania (częstotliwość Nyquista) musi być większa od najwyższej częstotliwości spośród składowych harmonicznych próbkowanego sygnału.

## Standardowe parametry
Dźwięk w formacie PCM może być zapisywany z różną częstotliwością próbkowania, najczęściej jest to 8 kHz (niektóre standardy telefonii) lub 44,1 kHz (płyty CD-Audio), oraz różną rozdzielczością, najczęściej 8, 16, 20 lub 24 bitów na próbkę, może reprezentować 1 kanał (dźwięk monofoniczny), 2 kanały (stereofonia dwukanałowa) lub więcej (dźwięk dookólny). Reprezentacja dźwięku próbkowana z częstotliwością 44,1 kHz i rozdzielczością 16 bitów na próbkę (216 = 65.536 możliwych wartości amplitudy fali dźwiękowej na próbkę) jest uważana za bardzo wierną swemu oryginałowi, ponieważ pokrywa cały zakres pasma częstotliwości słyszalnych przez człowieka oraz prawie cały zakres rozpiętości dynamicznej słyszalnych dźwięków.